# Naval Striking and Support Forces NATO
La Naval Striking and Support Forces NATO è la Forza di attacco e supporto della NATO, costituita da unità navali appartenenti alle marine militari di undici stati: Francia, Germania, Grecia, Italia, Paesi Bassi, Polonia, Portogallo, Spagna, Turchia, Regno Unito, e gli Stati Uniti d'America.

## Storia
La Forza di Attacco e Supporto era stata costituita nel 1952 dal Comando in Capo delle Forze Alleate per il Sud Europa con la denominazione STRIKFORSOUTH. Il 15 marzo 1953 venne istituito il Comando delle Forze di Attacco e Supporto (COMSTRIKFORSOUTH) come comandante subordinato di CINCSOUTH. Il Comando delle Forze di Attacco e Supporto era retto dall'ammiraglio comandante della Sesta Flotta, un doppio incarico, che continua ancora oggi e la sede del Comando delle Forze di Attacco e Supporto era a Napoli nella stessa del comando della Sesta Flotta. Il personale di STRIKFORSOUTH era inizialmente composta principalmente da americani perché le forze destinate a STRIKFORSOUTH provenivano personale dalla US Navy; successivamente personale militare proveniente da Francia, Grecia, Italia, Turchia e Regno Unito venne integrato allo scopo di stabilire uno stretto rapporto con gli altri stati del Mediterraneo.
Nel 1957 il personale di COMSTRIKFORSOUTH ebbe la sua rappresentanza nel Comando congiunto e nei centri di Operazioni di Smirne, in Turchia e Vicenza in Italia. L'area di responsabilità di STRIKFORSOUTH comprendeva l'intero teatro Mediterraneo, dallo Stretto di Gibilterra al Mediterraneo orientale, compreso l'Adriatico, lo Ionio, l'Egeo e il Mar Nero. STRIKFORSOUTH veniva designato come il comando che avrebbe dovuto fronteggiare eventuali emergenze improvvise nella regione meridionale. Il compito primario delle unità navali di STRIKFORSOUTH in caso di guerra totale sarebbe stato quello di condurre sotto il comando del supremo alleato in Europa (SACEUR) una controffensiva lanciando attacchi profondi convenzionali o alle missioni di supporto aereo in stretta collaborazione con le forze anfibie.
Nel corso degli anni sessanta STRIKFORSOUTH è stato il più importante consulente del servito come un importante consigliere del Comando delle Forze Alleate per il Sud Europa e del quartier generale supremo delle potenze alleate in Europa (SHAPE) in materia di pianificazione di un'azione nucleare in risposta ad un attacco nuckeare della Flotta sovietica nel Mediterraneo. La prontezza operativa e l'efficacia di STRIKFORSOUTH è stata incrementata aumentato in questo periodo attraverso frequenti esercitazioni di simulazione di attacco nucleare, che a loro volta hanno portato progressi nelle comunicazioni nave-terra e alle procedure di acquisizione bersaglio.
Hel corso degli anni settanta e ottanta STRIKFORSOUTH ha assicurato la disponibilità delle forze di proiezione marittima della NATO nella regione meridionale, che in seguito è venuto a includere missioni terrestri, per la pianificazione e la conduzione di grandi esercitazioni anfibie della NATO.
Negli anni novanta l'impegno di STRIKFORSOUTH è stato il perfezionamento dello sviluppo del concetto di Multinational Task Force Anfibious (MNATF). Caratteristica di queste unità militari di pronto intervento erano di essere forze polivalenti e di elevata prontezza operativa. Tali forze sono state in grado di rispondere a tutta una gamma di situazioni di crisi sostenendo gli sforzi alle operazioni di combattimento su vasta scala per poter affrontare le minacce ad azioni de peacekeaping e fornire soccorso umanitario. STRIKFORSOUTH ha contribuito alle operazioni di AFSOUTH in Kosovo, fornendo personale di supporto e di collegamento e contribuendo alla pianificazione degli interventi.
Il 1º luglio 2004 STRIKFORSOUTH è diventata una forza NATO, cambiando la sua denominazione in STRIKFORNATO, e la sua responsabilità estesa a tutta l'area di responsabilità NATO e il successivo 17 agosto il comando operativo è passato dal Comando alleato di Napoli al SACEUR.
A seguito delle ristrutturazioni della NATO che ha disposto la chiusura nel marzo 2013 del Comando marittimo alleato di Napoli, le cui responsabilità sono confluite nel Comando marittimo alleato di Northwood, diventato l'unico comando Marittimo della NATO, anche STRIKFORSOUTH è stata interessata dal processo di riorganizzazione evolvendosi nella Naval Striking and Support Forces NATO, trasferendo la sua sede di comando a partire dal 1 agosto 2012 da Napoli a Oeiras in Portogallo, nei pressi di Lisbona, dove in precedenza aveva la sua sede l'Allied Joint Force Command Lisbon disattivato nel 2012 in seguito alla riorganizzazione dei comandi della NATO.